# Vestia
Genre
Vestia est un genre de plantes de la famille des Solanaceae.

## Liste d'espèces
Selon NCBI (24 mars 2012) :
- Vestia foetida
- Vestia lycioides